# Васильєв Віктор Миколайович (ботанік)
Віктор Миколайович Васильєв (1890–1987) — радянський ботанік, флорист і геоботанік, фахівець з флори та рослинності Далекого Сходу .

## Біографія
Народився 18 жовтня 1890 року в селі Моденово Верейського повіту на околицях Можайська Московської губернії у селянській родині. У 1910 році, отримавши атестат зрілості в Тульській чоловічої гімназії, поступив на природниче відділення фізико-математичного факультету Московського університету. У 1914 році заарештований за революційну діяльність і засланий в Енисейскую губернію .
З 1920 року працював у Владивостоці сторожем, потім — лісником, з 1921 року займався збором рослин. З 1922 року викладав в Сучанском Руднику, в 1925 році — в школі у Владивостоці. Поступив на лісовий факультет Далекосхідного державного університету, закінчив його в 1930 році.
Пересилав зразки рослин Володимиру Комарову в Ботанічний інститут. У 1928 році брав участь в експедиції переселенського управління на річку Уссурі, в 1929 році — в експедиції в Малий Хінган. У 1935 році захистив дисертацію кандидата біологічних наук в Ботанічному інституті. Робота була присвячена рослинності Малого Хінгану.
У 1936 році Васильєв їздив в експедицію наркомзему в Аянський район, в 1938 році — в Ольський район на узбережжі Охотського моря. У 1939 році захистив дисертацію на здобуття наукового ступеня доктора наук «Флора Охотського узбережжя і її походження».
З 1945 по 1954 рік він був професором фізичної географії в Ленінградському державному педагогічному інституті. У 1954 році переніс інфаркт і був змушений припинити викладацьку роботу.

## Види, названі на честь В. Васильєва
- Conioselinum victoris Schischk., 1951 ≡ Magadania victoris (Schischk.) Pimenov & Lavrova, 1985
- Claytonia vassilievii Kuzen., 1936 ≡ Montia vassilievii (Kuzen.) McNeill, 1975
- Oxytropis vassilievii Jurtzev, 1986
- † Trapa vassiljevii Kornilova, 1960